# Попелюх (персонаж)
Попелюх — персонаж українських народних казок, що отримав своє ім'я через те, що в дитинстві сидів у попелі. Після здійснення низки подвигів стає царем.
При перекладі західноєвропейської казки його ім'я було адаптовано для жіночого персонажа — Попелюшки.